# Бамбергский всадник

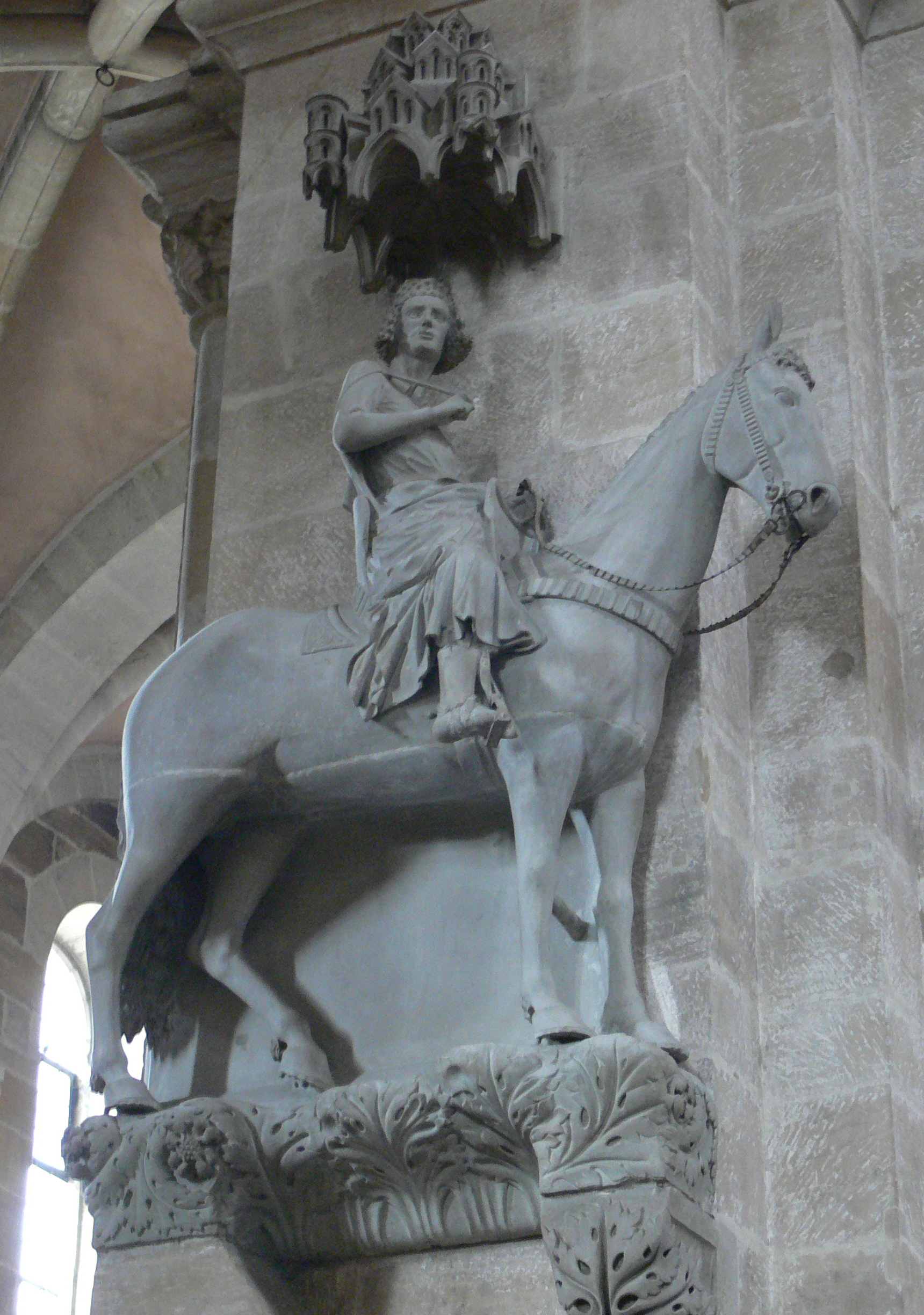
Бамбергский всадник

Бамбергский всадник (нем. Bamberger Reiter) — конная статуя рыцаря, расположенная на одном из столбов у входа в Бамбергский кафедральный собор. Созданный в первой половине XIII века неизвестным скульптором, каменный всадник является одним из самых известных произведений искусства эпохи Средневековья.

## История создания
Бамбергский всадник украшает северную колонну у входа в Георгиевский хор. Ученые спорят о точной дате создания скульптуры. Считается, что всадника установили до освящения собора в 1237 году. Согласно исследованиям, за всю историю существования всадника не перемещали, изменился только внешний вид скульптуры.
Изначально статуя была покрыта яркой краской. На белом коне восседал гордый рыцарь, облачённый в алую мантию, расшитую золотыми и серебряными звездами. Позолоченные шпоры украшали коричневые сапоги. Насыщенный зелёный цвет пьедестала выделял скульптуру на фоне каменной стены. Конь рыцаря подкован — в начале XIII века это было большой редкостью.

## Особенности композиции
В истории искусства «Бамбергский всадник» знаменит тем, что занимает особое место в историческом процессе зарождения и эволюции композиции конной статуи. Монумент расположен таким образом, что он хорошо виден даже издалека, из главного нефа. Он установлен высоко, на консоли, и воспринимается как «в полном смысле слова самодовлеющее целое», отмечала Е. П. Ювалова. «Может даже показаться, что мастер бросил здесь вызов ансамблевому, системному мышлению французской готики». Однако мастер показал себя истинным художником зрелой немецкой готики, «по-новому связав статую с пространством храма». Фигура коня поставлена строго параллельно плоскости столба, но фигура всадника наиболее выразительна при взгляде с угла, в три четверти, что довольно необычно для готической скульптуры того времени, как и индивидуальные, портретные черты всадника. Балдахин, осеняющий фигуру, можно трактовать в качестве Нового, Небесного Иерусалима. Однако самое важное заключается в том, что в исторической перспективе композиция статуи представляет собой уникальную переходную форму от скульптуры, жёстко связанной с готической архитектурой, к свободно стоящему конному монументу на постаменте, композиция которого в полной мере сформируется много позднее, в эпоху итальянского Возрождения.

## Проблема идентификации всадника
До сегодняшнего дня учёные не располагают точной информацией о том, чей образ воплощён в скульптуре. Поиск прообраза всадника затрудняет малое количество похожих произведений. Среди них статуи Магдебургского рыцаря в Магдебурге, Олдрадо да Трессено в Милане и Святого Мартина в Кафедральном соборе Сан-Мартино в Лукке.
Существует несколько гипотез о значении скульптуры. Предполагается, что она может изображать одного из королей или императоров данной эпохи, библейских волхвов, либо является собирательным образом рыцаря Средневековья.

### Иштван I Святой
По одной из гипотез, прообразом Бамбергского всадника мог стать первый король Венгерского королевства Иштван I Святой, при котором в Венгрии было введено христианство. На это указывают родственные связи между ним и похороненным в соборе Генрихом II.
«Доказано, что в Бамберге короля Венгрии Иштвана I почитали. Этому не стоит удивляться: в XIII веке Бамберг располагал большими колониями в других частях Европы, что обращало взгляд населения далеко за пределы Франконии. С этой точки зрения, воплощение образа венгерского короля в скульптуре всадника кажется достоверным.»
«Легенды также подтверждают данную гипотезу. В сказаниях XII и XIII веков часто говорится о тактичности Иштвана. По одной из легенд, он, будучи ещё язычником, въехал в Бамбергский собор на коне — это объясняет мотив скульптуры. Коня можно рассматривать как этнический символ Венгрии, который традиционно ассоциируется с кочевыми племенами гуннов.»
Легенда о прибытии Иштвана I на коне воплощается Антоном Краусом в монументальной живописи.

### Филипп Швабский
В образе всадника, согласно гипотезе, мог быть увековечен другой правитель, посвятивший свою жизнь церкви — король Германии Филипп Швабский. Филипп был убит в Бамберге в 1208 году и похоронен в соборе, который в то время ещё находился на стадии строительства. Могила Филиппа расположена вблизи Георгиевского хора, где позже на одной из колонн был размещён всадник. Скульптура воплощает в себе образ храброго правителя, каким являлся Филипп. Многие факты подтверждают, что король Германии является прообразом Бамбергского всадника: его имя (Филипп от греч. «любящий коней»), несвоевременная смерть и миролюбие (в 1206 году он предложил побеждённому пфальцграфу Баварии Оттону VIII фон Виттельсбаху руку своей дочери).

### Император Константин
Существует гипотеза, согласно которой всадник изображает римского императора Константина I Великого. Впервые данное истолкование предложил О. Хартиг, автор книги «Бамбергский всадник и его загадка». В своей работе Хартиг доказывал, какое большое значение в западноевропейской идеологии XII—XIII вв. занимала фигура императора. В качестве аргумента, подтверждающего данную теорию, выступает расположение статуи и взгляд всадника — он направлен к западному хору собора. Согласно легендам, перед тем, как принять христианство, у Константина было видение: на западной стороне небосклона он увидел крест.